# Бій за станцію Хутір-Михайлівський (січень 1918)
Бій за станцію Хутір-Михайлівський (19 січня (за старим стилем — 6 січня) 1918 року) — один із ключових епізодів наступу більшовиків на Київ під час першої радянсько-української війни. Внаслідок бою із чисельно переважаючими червоними військами загони УНР відступили до станції Конотоп, Бахмач та Крути. Більшовикам вдалося захопити один із найважливіших залізничних вузлів на Лівобережній Україні.

## Передісторія
Ще на початку грудня (за старим стилем — наприкінці листопада) 1917 року війська І Московського загону Червоної гвардії під командуванням Андрія Знаменського порушив кордон та на бронепоїздах просувалися з Брянська в напрямі Сум. За підтримки збільшовизованих місцевих залізничників в результаті дводенного бою, 9 січня 1918 року (за старим стилем — 27 грудня 1917 року) вони зайняли Хутір-Михайлівський. На зборах жителів, що їх підтримували проголосили так звану радянську владу та обрали раду залізничників. Відразу після відбуття червоноармійських бронепоїздів повернулася українська влада.
17 січня (за старим стилем — 4 січня) 1918 року так званий «Народний секретаріат» проголошеної більшовиками у Харкові «Української народної республіки» офіційно оголосив війну Українській Центральній Раді у Києві. На той момент війна між Радянською Росією та УНР де-факто тривала майже місяць. Під контролем більшовиків вже перебували значні українські території — все південне Лівобережжя, більша частина Харківщини. Збільшовизовані підрозділи старої російської армії також контролювали частину Правобережжя — райони Луцька та Жмеринки.
Українська влада могла спиратися лише на нечисленні мотивовані українізовані підрозділи (деякі з них оголошували нейтралітет чи переходили на бік більшовиків), а також на добровольців. У великих містах України діяли більшовицькі загони Червоної гвардії із числа робітників заводів.
18 січня (за старим стилем — 5 січня) 1918 року командувач військ Раднаркому, що діяли на території України, Володимир Антонов-Овсієнко, видав директиву про загальний наступ. 19 січня загони М. Муравйова майже без бою захопили Полтаву.
Більшовицька Росія прагнула захопити Київ до початку перемовин в Бересті аби не допустити, щоб Австро-Угорщина та Німеччина визнали Українську Народну Республіку стороною переговорів.

## Сили сторін

### Війська УНР
Курень першого Запорізького полку імені Петра Дорошенка Армії УНР на чолі з хорунжим Костем Хмілевським. До українських вояків приєдналися залишки Текинського (туркменського) кінного полку (14 старшин та 125 вершників), що пробивався з фронту першої світової війни додому на південь. Вони не сприймали комуністичні ідеї. Українці з туркменами нараховували близько 400 багнетів і шабель.

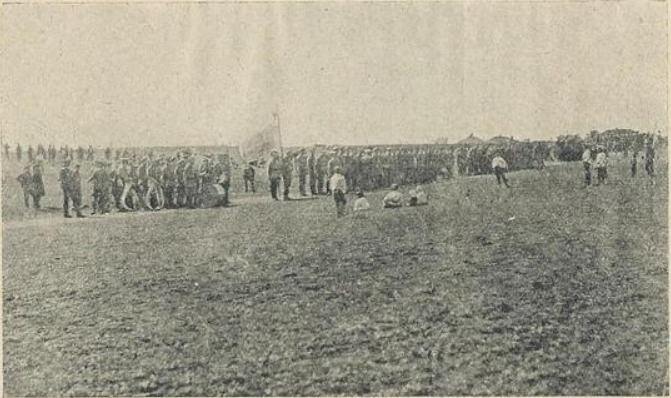
Полк ім. П. Дорошенка. Травень 1918 року

### Війська Раднаркому
Завдання знову прорвати кордон та зайняти станцію Хутір-Михайлівський В. Антоновим-Овсієнком було покладене на червоний загін Сергія Кудинського, що наступала від Брянська на Київ. Його основу склали більшовизовані підрозділи старої російської армії з Твері, Курська та Воронежа, сформовані в єдиний загін на початку січня 1918 року під Сумами.

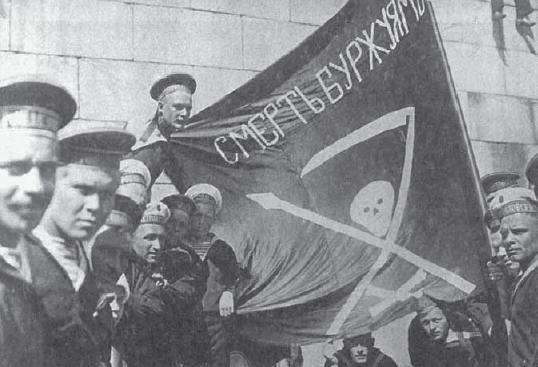
Матроси Балтійського флоту

До них долучилися червоногвардійці з Замоскворіччя на чолі з Андрієм Знаменським і більшовизований 30-й запасний полк прапорщика М. Руднєва (брав активну участь у захопленні Харкова). Ці два загони цілком складався з етнічних росіян і налічував приблизно 1 320 багнетів при шести гарматах.

## Перебіг бою
Перший бій тривав 19 січня (за старим стилем 6 січня) 1918 року на території станції Хутір-Михайлівський. Він був недовгим, але кровопролитним. Червоноармійський загін С. Кудинського прорвав українську оборону на півночі — захопив станцію Хутір Михайлівський. Переважаючі, озброєні сили росіян наздогнали відступаючих українців полку імені П. Дорошенка до села Дорошівка, де відбувся ще один бій. Пізніше жителі цього села зібрали останки і поховали на своєму кладовищі.

## Наслідки бою
Затримавши ворога настільки, скільки стало сил, українці з туркменами відступили до станції Кролевець, а потім до Конотопа де також відбувся бій. Українським військам вдалося щонайменше на день зупинити наступ ворога, що рвався до української столиці. Командування більшовицького загону 20 січня (за старим стилем 7 січня) 1918 року повідомило: «Нині Михайлівський хутір зовсім очищено від гайдамаків».